# ایرترن ایرویز
ایرترن ایرویز (به انگلیسی: AirTran Airways) یک شرکت هواپیمایی مسافربی در ایالات متحده آمریکا است که دفتر مرکزی آن در شهر اورلندو در ایالت فلوریدا قرار دارد و ۱۴۰ هواپیما ناوگان این شرکت را تشکیل می‌دهند.